# Папильотка (кулинария)
Вместо жирной кулебяки явились начинённые воздухом пирожки; перед супом подали устриц; цыплята в папильотках, с трюфелями, сладкие мяса, тончайшая зелень, английский суп.
Папильо́тка, папильо́та (фр. papillote) — бумажный манжет, обёртка на ножках жареных цыплят, индеек, другой птицы, а также костей животных. Применяются, в основном, в ресторанной кухне.
Папильотки впервые появились в XIX веке во Франции, откуда быстро распространились во многие кухни мира. Они помогают скрыть выступающие окончания костей животных или птицы. Кроме эстетической цели также имеют и практическую: играют роль ручки, за которую можно удерживать порцию. Дают возможность не пачкать руки, облегчают разделывание порции на более мелкие кусочки. Кроме этого, папильотки стали использовать при подаче блюд для защиты пальцев от горячей кухонной утвари, например, ручек кокотниц.